# یوکو تورمانن
یوکو تورمانن (انگلیسی: Jouko Törmänen; ۱۰ آوریل ۱۹۵۴ – ۳ ژانویهٔ ۲۰۱۵) اسکی‌باز پرش اهل فنلاند بود.